# 大河ドラマが描かない坂本龍馬の真実
『大河ドラマが描かない坂本龍馬の真実』は、2010年6月29日の21:00～22:54に日本テレビ系列にて放映された、単発スペシャルのテレビドラマ。
坂本龍馬の、土佐藩脱藩から暗殺・絶命までの5年間と、史料に記録されていない「空白の4ヶ月」の謎の検証を、ドキュメンタリードラマの形で描く。

## キャスト
- 坂本龍馬：髙嶋政宏
- 勝海舟：田中健
- お龍：南沢奈央
- 西郷隆盛：宇梶剛士
- 坂本乙女：羽田美智子
- 松平春嶽：若林豪
- 桂小五郎：
- 山内容堂：大竹修造
- 沢村惣之丞：尾崎右宗
- 武市半平太：黒神龍人
- 間崎哲馬：池田勝志
- 望月亀弥太：福村友則
- 中岡慎太郎：柴田善行
- 下関の旅館の女将：沖田星子
- 登勢(寺田屋の女将)：園英子
- お元(長崎の芸者)：田中良子
- お龍の妹：松場優香、多田遥
- お龍の妹を連れて行く女衒：木下通博
- 朝良晃三、前田倫良、藤森周一郎、三星登史子、中島崇博、田中勲、乃一裕、平井靖、アンディ岸本、槙山広樹、金子珠美、立川貴博、大石昭弘、仲野毅、船津正康、井之上淳、吉田輝生、福村友則、東山龍平、岡田五郎、木元としひろ、Jody Parker、Tsarev Sergey
- ナレーション：山口智充

## スタッフ
- 脚本：田代裕
- 演出・プロデュース：近澤駿
- ディレクター：松野勇二、福田昌彦
- リサーチ：金丸純也、大井佐智
- 参考資料：菊地明「追跡!坂本龍馬」(PHP研究所)、菊地明・山村竜也「坂本龍馬日記」(新人物往来社)、菊地明「龍馬 最後の真実」(筑摩書房)、鬼塚五一「坂本龍馬とフリーメーソン」(学習研究社)
- 資料協力：高知県立坂本龍馬記念館、高知県立歴史民俗資料館、鹿児島県歴史資料センター黎明館、長崎大学付属図書館、国立国会図書館、霊山歴史館、横浜開港資料館、福井市立郷土歴史博物館
- 映像提供：松竹、グローカルピクチャーズ
- 殺陣：加藤正記
- 技術協力：IMAGICAウエスト
- 音響効果：サウンド・バム
- 編集・MA：麻布プラザ
- スタジオ協力：東映太秦映画村
- プロダクション協力：松竹京都撮影所
- チーフプロデューサー：鈴江秀樹
- 製作プロダクション：ローリング
- 製作著作：日テレ